# Taxithelium impellucidum
Taxithelium impellucidum är en bladmossart som beskrevs av Jean Édouard Gabriel Narcisse Paris 1898. Taxithelium impellucidum ingår i släktet Taxithelium och familjen Sematophyllaceae. Inga underarter finns listade i Catalogue of Life.